# Amadeo Roldán

Amadeo Roldán

Amadeo Roldán y Gardes (* 12. Juli 1900 in Paris; † 7. März 1939 in Havanna) war ein kubanischer Komponist und Violinist.
Roldán studierte bis 1916 Musiktheorie und Violine am Konservatorium von Madrid und nahm privaten Kompositionsunterricht bei Conrado del Campo. 1919 ging er nach Havanna, wo er Schüler von Pedro Sanjuán war und Kapellmeister. 1932 wurde er Dirigent des Orquesta Sinfónica de La Habana. 1927 gründete er das Havana String Quartet, 1931 die Escuela national de musica. Daneben unterrichtete er Harmonielehre und Komposition am Conservatorio Municipal de La Habana, dessen Direktor er 1936 wurde, auch organisierte er die Conciertos de Música Nueva.
Roldán gilt als einer der bedeutendsten kubanischen Komponisten der 1920er und 1930er Jahre und wichtigster Vertreter des Afrocubanismo, einer Musikrichtung die Rhythmik und Instrumentation der afrikanischen und kubanischen Musik mit der westeuropäischen Musiktradition verband. Sein bekanntestes Werk war das Ballett La Rebambaramba nach einem Libretto von Alejo Carpentier, das auch in Berlin, Budapest, Los Angeles, Mexiko und Bogotá mit großem Erfolg aufgeführt wurde.
Auf der documenta 8 im Jahr 1987 in Kassel wurden Aufnahmen von ihm im Rahmen der "Archäologie der akustischen Kunst 1: Radiofonia Futurista" als offizieller Ausstellungsbeitrag aufgeführt.

## Werke
- 3 Pequeñas poemas für Orchester, 1926
- A Chango für vier Gitarren, 1928
- 2 Canciones populares für Cello und Klavier, 1928
- Danza negra für Gesang, zwei Klarinetten, zwei Violen und Schlagzeug
- La remabaramba, Ballett, 1928
- El milagro de Anaquillé, Ballett, 1929
- Llamada, para despertar a Papa Montero für Klarinette, zwei Violinen, zwei Violen und Pauken
- Rítmica, no. 1 für Holzbläser und Klavier, 1930
- Rítmica, no. 5; Tiempo de son für Perkussionsensemble, 1930
- Rítmica, no. 6. Tiempo de rhumba für Perkussionsensemble, 1930
- Motivos de son für hohe Stimme und Orchester, 1934
- 2 Piezas infantiles für Klavier, 1937
- Poema negra, Streichquartett, 1939